# 2404 Antarctica
A 2404 Antarctica (ideiglenes jelöléssel 1980 TE) a Naprendszer kisbolygóövében található aszteroida. Antonín Mrkos fedezte fel 1980. október 1-jén.